# Edward Burtynsky
Edward Burtynsky es un fotógrafo y artista canadiense reconocido internacionalmente por sus fotografías de gran formato de paisajes industriales. Su trabajo se conserva en más de quince grandes museos entre los que se encuentran el Museo Guggenheim, la Galería Nacional de Canadá, y la Biblioteca Nacional de Francia, Paris.

## Vida
Burtynsky nació en St. Catharines, Ontario. Sus padres emigraron a Canadá en 1951 desde Ucrania y su padre encontró trabajo en una línea de producción en una fábrica local de General Motors plant. Burtynsky recuerda jugar cerca del Canal Welland y mirar los barcos pasar a través de las esclusas. A la edad de 11 años, su padre compró un cuarto oscuro, que incluía cámaras y manuales de instrucciones, de una viuda cuyo difunto marido era fotógrafo aficionado. Junto con su padre, Burtynsky aprendió cómo hacer copias fotográficas en blanco y negro y junto con su hermana mayor montaron un pequeño negocio de fotografía de retrato en el centro ucraniano local. A principio de los años 70, Burtynsky encontró trabajo en una imprenta y empezó a tomar clases de fotografía, matriculándose más tarde en el Instituto Politécnico Ryerson.

## Educación
Desde mediados de los años 70 hasta inicios de los años 80, Burtynsky estudió oficialmente artes gráficas y fotografía. Obtuvo un diploma en artes gráficas del Niagara College en Welland, Ontario, en 1976, y un BAA en Arte Fotográfico (Programa de Estudios Media) del Instituto Politécnico Ryerson en Toronto, Ontario, en 1982.

## Obra
Las fotografías más famosas de Burtynsky son grandes vistas de paisajes alterados por la industria: relaves de minas, canteras, vertederos. La impresionante belleza de sus imágenes está a menudo en conflicto con los escenarios en situación de peligro que muestran. Ha hecho varios viajes a China para fotografiar el crecimiento industrial de ese país, y la construcción de uno de los proyectos de ingeniería más grandes del mundo, la Presa de las Tres Gargantas.
Entre sus influencias podemos encontrar a Ansel Adams, Edward Weston, Eadweard Muybridge, y Carleton Watkins, cuyas copias vio en el Museo Metropolitano de Arte a principios de los años 80. Otro grupo cuya obra comparte temas y enfoques fotográficos similares con el trabajo de Burtynsky es la New Topographics.

### Técnica
El grueso de la obra exhibida de Burtynsky fue realizada con una cámara de gran formato con placas de 4×5 pulgadas y positivadas en copias de gran resolución y tamaño (de aproximadamente 50x60 pulgadas). A menudo consigue situarse en lugares elevados sobre el paisaje mediante plataformas elevadas, la topografía natural y, en alguna ocasión, helicópteros. Burtynsky describe el acto de tomar una fotografía en términos de "El Instante Contemplado", evocando "El Instante Decisivo" de Henri Cartier-Bresson. Recientemente, ha empezado a utilizar una cámara digital para realizar algunas de sus fotografías.

### Series fotográficas
Entre 1983 y 1985, Burtynsky realizó dos series fotográficas tituladas "Mines" y "Homesteads."
"Mines" se realizó en Bingham Valley, Utah; Sudbury, Ontario; Butte, Montana; Highland Valley, British Columbia y Revelstoke, British Columbia. 
"Homesteads" se realizó en Bingham Valley, Utah; Fort Macleod, Alberta; Upper New York State; Toronto, Ontario;  Walkerville, Montana y Browning, Montana y en localizaciones en British Columbia.
En 1985 realizó la serie "Railcuts", fotografiada en Skihist Provincial Park, Fraser River, Thompson River, y Hope en British Columbia.
Entre 1991 y 1992 realizó la serie "Quarry" en Rutland y Barre, Vermont.
La serie "Carrara Marble Quarries" se realizó en Carrara, Italy en 1991-92, e.g. Rock of Ages #59 of 1991.

## Otros proyectos
Actualmente, Burtynsky preside la junta directiva de la importante revista electrónica sobre sostenibilidad Worldchanging, y participa en la junta de CONTACT, el festival internacional de fotografía de Toronto .

### Toronto Image Works
En 1985 Burtynsky fundó Toronto Image Works, un complejo que ofrece alquileres de cuartos oscuros, equipo y actualmente ofrece cursos de tecnologías digitales. En 1986 el complejo abrió una galería que acoge el trabajo de artistas locales e internacionales. Actualmente es presidente de Toronto Image Works.

### Paisajes Transformados
En 2006, Burtynsky fue el protagonista del premiado y elogiado documental, Paisajes Transformados, que se proyectó en la edición del año 2007 del Festival de Cine de Sundance en la competición de documentales del mundo. 

### La Long Now Foundation
En el mes de julio del 2008 Burtynsky impartió un seminario para la Long Now Foundation titulado "The 10,000 year Gallery". La fundación promueve la investigación a largo plazo y está dirigiendo varios proyectos, como el Clock of the Long Now, que es un reloj diseñado para funcionar durante 10 000 años. Burtynsky fue invitado por el diseñador del reloj Danny Hillis para contribuir al proyecto Long Now, y Burtynsky propuso una galería para acompañar el reloj. En su seminario, sugirió que una galería de fotografías que capturasen la esencia de su tiempo, como las pinturas prehistóricas de Lascaux, podrían ser comisariadas anualmente y a continuación retiradas y almacenadas. Esbozó su investigación en un proceso de carbon-transfer para imprimir fotografías que podría usar pigmentos minerales inertes suspendidos en un coloide de gelatina endurecido e imprimido en un papel grueso de acuarela. Cree que estas fotografías perdurarían más de 10 000 años almacenadas lejos de la humedad.

## Premios
En abril de 2006 Burtynsky fue nombrado Oficial de la Orden de Canadá. También es beneficiario de tres doctorados honorarios: en Derecho, de la Universidad de Queen, Kingston; en Arte en Estudios Fotográficos de Universidad Ryerson, Toronto; y en Arte, del Montserrat College of Art, Boston. Fue galardonado con el respetado Premio TED en 2005.